# رابنهولتس
رابنهولتس (به آلمانی: Rabenholz) یک شهر در آلمان است که در اشلسویگ-فلنسبورگ واقع شده‌است. رابنهولتس ۲۹۶ نفر جمعیت دارد.